# Victoire Ingabire Umuhoza

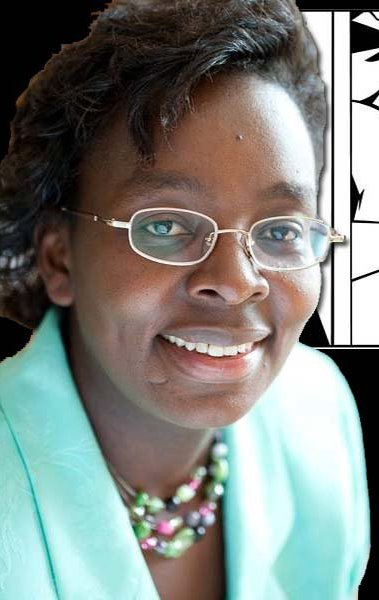
Victoire Ingabire Umuhoza

Victoire Ingabire Umuhoza (* 3. Oktober 1968) ist eine ruandische Politikerin, die von 2006 bis 2019 Vorsitzende der FDU-Inkingi (englisch United Democratic Forces of Rwanda) war. Als Verfechterin der Demokratie und Kritikerin von Präsident Paul Kagame war sie die Kandidatin der Partei für die ruandischen Präsidentschaftswahlen 2010, wurde aber schließlich verhaftet und zu einer Gefängnisstrafe verurteilt.
Sie wurde für den Sacharow-Preis nominiert und verbüßte 8 Jahre einer 15-jährigen Haftstrafe im Zentralgefängnis von Kigali, die ihr wegen Terrorismus und Gefährdung der nationalen Sicherheit auferlegt wurde.
Stand November 2019 leitet sie die Partei Development And Liberty For All (Entwicklung und Freiheit für alle), deren Schwerpunkt auf Kampagnen für mehr politischen Raum und für Entwicklung liegt.

## Familie und Beruf
Verheiratet und Mutter von drei Kindern, absolvierte sie eine Ausbildung in Wirtschaftsrecht und Buchhaltung und erwarb einen Abschluss in Betriebswirtschaft und Unternehmensführung in den Niederlanden. Umuhoza arbeitete als Beamtin eines internationalen Wirtschaftsprüfungsunternehmens mit Sitz in den Niederlanden, wo sie für die Buchhaltungsabteilungen in 25 Niederlassungen in Europa, Asien und Afrika zuständig war.
Im April 2009 trat sie von ihrer dortigen Funktion zurück, um sich einer politischen Karriere zu widmen und um sich darauf vorzubereiten, in ihr Heimatland zurückzukehren und als Vorsitzende ihrer politischen Partei zum Wiederaufbau Ruandas beizutragen.

## Politische Karriere
Seit 1997 ist Umuhoza am Kampf der ruandischen politischen Opposition im Exil beteiligt. Im Mittelpunkt ihrer politischen Aktivitäten steht die Idee eines Staates der Gerechtigkeit, in dem die Menschen ihre Vereinigungen auf der Grundlage ihrer gemeinsamen politischen Bestrebungen und nicht aufgrund ihrer ethnischen oder regionalen Herkunft wählen. Darüber hinaus setzte sie sich schon mehrfach für die Stärkung der Frauenrechte in Ruanda ein.
1997 trat Umuhoza der Rassemblement Républicain pour la Démocratie au Rwanda (RDR) bei. Ein Jahr später wurde sie Präsidentin der niederländischen Delegation und im Jahr 2000 wurde sie zur Präsidentin der RDR auf internationaler Ebene ernannt.
Von 2003 bis 2006 war sie Präsidentin der FDU-Inkingi, des wichtigsten Zusammenschlusses politischer Oppositionsparteien und -persönlichkeiten im Exil, dem die RDR aktiv angehört.
Im Januar 2010 kehrte Umuhoza nach 16 Jahren im Exil in ihr Land zurück und wurde zur wichtigsten Führerin der ruandischen politischen Opposition.
Am 13. September 2012 wurde sie daraufhin zusammen mit zwei weiteren ruandischen Politikern (Bernard Ntaganda und Deogratias Mushyayidi – alle zu dem Zeitpunkt in Kigali inhaftiert) von 42 Europaabgeordneten für den Sacharow-Preis für geistige Freiheit des Europäischen Parlaments nominiert.
Am 5. Dezember 2019 wurde die Politikerin von der spanischen Menschenrechtsvereinigung (APDHE) mit dem Internationalen Menschenrechtspreis 2019 ausgezeichnet, doch die ruandische Regierung erlaubte es ihr nicht, an der Preisverleihung 2019 in Spanien teilzunehmen.

## Politische Ziele
Der Kampf um eine einheitliche politische Opposition im Exil beherrschte ihre politische Laufbahn. Die Ruandische Patriotische Front (RPF) hatte weiterhin das Machtmonopol in Kigali inne und kriminalisierte, verfolgte oder unterdrückte jeden Widerstand, sodass es innerhalb des Landes so gut wie keine Opposition gegen das RPF-geführte Regime gab. Umuhoza setzte es sich aus diesem Grund zum Ziel, der ruandischen Bevölkerung mit einer geschlossenen Opposition eine Alternative zum Regime von Paul Kagame zu bieten.
So organisierte sie im November 2004 in Amsterdam in den Niederlanden eine Konferenz mit dem Titel „Forum on Peace, Security, Democracy and Development in the Great Lakes Region“ (Forum für Frieden, Sicherheit, Demokratie und Entwicklung in der Region der Großen Seen), auf die die Amsterdam-Initiative folgte, um eine neue Plattform für die Zusammenarbeit zu schaffen.
Im Oktober 2005 nahm Umuhoza Kontakte zu anderen Oppositionsorganisationen auf und organisierte ein umfassendes Treffen aller ruandischen zivilgesellschaftlichen Vereinigungen und politischen Parteien. Es wurde schließlich ein Konsens über eine gemeinsame Front gegen das Regime von Paul Kagame erreicht. Dies führte zur Gründung der Vereinigten Demokratischen Kräfte (FDU) im April 2006, zu deren erster Vorsitzenden Victoire Ingabire Umuhoza gewählt wurde. Die FDU strebte an, die Rechtsstaatlichkeit in Ruanda einzuführen, gestützt auf die Achtung der demokratischen Werte, die in der Allgemeinen Erklärung der Menschenrechte und anderen internationalen Instrumenten zu Demokratie und verantwortungsvoller Staatsführung verankert sind.
Umuhoza nahm zudem 2004 und 2006 aktiv am HIIRD-Projekt (Highly Inclusive Inter-Rwandan Dialogue) in Barcelona, Spanien, teil und kandidierte unter Federführung von Juan Carrero Saralegui für den Friedensnobelpreis.
Zur Veränderung des täglichen Lebens aller Ruander und ihrem Verhältnis zur Politik schlug Umuhoza Reformen wie die Einsetzung eines Ausschusses für Wahrheit, Gerechtigkeit und Versöhnung, die Verabschiedung eines Gesetzes über das Recht auf Privateigentum und den Schutz der schwächsten Mitglieder der Gesellschaft, sowie die gesetzliche Garantie der Chancengleichheit und des Zugangs zu Krediten und Beschäftigung für alle Bürger vor.
Am Tag ihrer Ankunft in Ruanda besuchte sie zum Gedenken an die Opfer des Völkermords das Gisozi Genocide Memorial Centre. In ihren Ausführungen über Einheit und Versöhnung erklärte sie, dass die derzeitige Politik nicht ausreiche, um eine Versöhnung herbeizuführen und wies darauf hin, dass in der Gedenkstätte beispielsweise die Hutus, die ebenfalls während des Völkermords ums Leben kamen, nicht gewürdigt würden. Sie betonte, dass diejenigen, die den Völkermord begangen haben, ebenso wie diejenigen, die andere Kriegsverbrechen und Verbrechen gegen die Menschlichkeit begangen haben, vor Gericht gestellt werden sollten. Ihre Rede wurde später nach ihrer Verhaftung dem Gericht als Beweis für Völkermordsrevisionismus vorgelegt.
Einen Monat nach ihrer Ankunft in Ruanda im Januar 2010 bildete sie zusammen mit zwei anderen politischen Oppositionsführern einen Ständigen Konsultativrat der Oppositionsparteien und bündelte ihre Bemühungen, den politischen Raum für die Oppositionsparteien zu erweitern und den demokratischen Prozess in Ruanda zu stärken.

### Unterstützung der Zivilbevölkerung
Umuhoza ist zudem Gründungsmitglied zahlreicher Vereine und Stiftungen, wie dem Verein Contact, Dialogue et Actions Caritatives (CODAC), der den Überlebenden der Große Seen-Region in den Niederlanden oder in ihrer Region moralische, rechtliche und materielle Unterstützung zukommen lassen will, dem Verein URAHO von geflüchteten Frauen aus Ruanda in den Niederlanden, der sich darauf konzentriert, ruandische Frauen aus der Isolation zu holen und ihnen bei der Integration in die niederländische Gesellschaft zu helfen, um unbegleitete Kinder und Asylbewerber zu unterstützen, sowie der Vereinigung PROJUSTITIA-Ruanda, die sich für faire Gerechtigkeit für alle Opfer der ruandischen Tragödie einsetzt und der Plattform HARAMBE, die sich für die Entwicklung der afrikanischen Frauen auf dem Kontinent einsetzt. Umuhoza war auch Mitglied des Exekutivausschusses von ZWALU, einer Plattform, die ausländische Frauen in den Niederlanden zusammenbringt, um ihre Emanzipation zu fördern.

## Verhaftung und Prozess
Umuhoza wurde im April 2010 in Untersuchungshaft gestellt und am 14. Oktober desselben Jahres aufgrund ihrer oppositionellen Bestrebungen und Tätigkeiten verhaftet. Sie kam vor Gericht und wurde zusammen mit vier mutmaßlichen Mitverschwörern (Oberst Tharcisse Nditurende, Oberstleutnant Noel Habiyaremye, Leutnant Jean Marie Vianney Karuta und Major Vital Uwumuremyi) angeklagt.
Die ruandische Staatsanwaltschaft beschuldigte sie der „Bildung einer bewaffneten Gruppe mit dem Ziel, das Land zu destabilisieren, der Komplizenschaft bei terroristischen Handlungen, der Verschwörung gegen die Regierung durch den Einsatz von Krieg und Terrorismus, der Aufwiegelung der Massen zum Aufstand gegen die Regierung, der Völkermordideologie und der Provokation von Spaltung“. Sie wies vor Gericht jedoch alle Vorwürfe zurück, die ihrer Meinung nach politisch motiviert waren.
Während des Ermittlungsverfahrens im September reichte Umuhozas Verteidigung zwei Anträge ein. Der erste richtete sich gegen die territoriale Zuständigkeit des High Court für Taten, die die Angeklagte während ihres Aufenthalts in den Niederlanden begangen haben soll. Der zweite Antrag lautete, dass Ingabires Strafverfolgung nach dem Gesetz über die "Völkermord-Ideologie" aus dem Jahr 2008 auf rückwirkende Anwendung hinauslaufe, da alle vorgelegten Beweise aus der Zeit vor 2007 stammten.
Am 27. März 2012 erhob Umuhoza Klage vor dem Obersten Gericht Ruandas, um die Artikel 2 bis 9 des Gesetzes über "Divisionismus" und "Völkermordideologie" für ungültig zu erklären. Sie argumentierte, dass die Artikel 2 und 3 des Gesetzes im Widerspruch zu den Artikeln 20, 33 und 34 der Verfassung stehen, die die Meinungsfreiheit garantieren, indem sie das Recht auf Meinungsäußerung zum Völkermord verweigern und von der Regierung ausgenutzt werden, um die Gedankenfreiheit einzuschränken. In ihrem Prozess setzte das Gericht alle Debatten im Zusammenhang mit den "18/2008-Gesetzen" zur Völkermordideologie aus, beschloss aber, das Gerichtsverfahren gegen sie wegen der anderen Anklagepunkte fortzusetzen.
Am 18. Oktober 2012 wies der Oberste Gerichtshof Ruandas dann die Verfassungsklage von Umuhoza gegen das Gesetz vom 23. Juli 2008 über die Bestrafung des Verbrechens der Völkermordideologie ab. In Bezug auf die Artikel 2 und 3 entschied das Gericht, dass der Anwendungsbereich des Gesetzes sinnvoll ist, auch wenn es in einigen Fällen weiterer Klarstellungen bedarf. Das Gericht wies die Anträge auf Aufhebung der Artikel 4 bis 9 des Gesetzes zur Bekämpfung der Völkermordideologie und des Artikels 4 des Gesetzes über Kriegsverbrechen und Verbrechen gegen die Menschlichkeit mit der Begründung ab, dass diese Artikel im geltenden Gesetzbuch nicht mehr existieren. Der Staatsanwalt beantragte bei einem Richtergremium, Umuhoza die maximale lebenslange Haftstrafe zu gewähren. Das Urteil, das eigentlich am 29. Juni verkündet werden sollte, wurde viermal verschoben, bis Umuhoza am 30. Oktober 2012 schließlich vom Obersten Gericht von Kigali wegen "Verschwörung gegen das Land durch Terrorismus und Krieg" und "Völkermordleugnung" zu acht Jahren Haft verurteilt wurde. Am 13. Dezember 2013 bestätigte der Oberste Gerichtshof Ruandas die Verurteilung von Umuhoza und erhöhte ihre Haftstrafe von acht auf 15 Jahre.

### Berufung beim Afrikanischen Gerichtshof für Menschenrechte und Rechte der Völker
Am 3. Oktober 2014 brachte Victoire Ingabire ihren Fall vor den internationalen Gerichtshof Cour africaine des droits de l’homme et des peuples (CADHP). Ingabire behauptete, der Staat habe gegen Artikel 7 (Recht auf ein faires Verfahren) und 9 (Recht auf Information und freie Meinungsäußerung) der Afrikanischen Charta verstoßen, sowie gegen die Artikel 14 (Recht auf ein faires Verfahren), 15 (Verbot der Rückwirkung von Gesetzen) und 19 (Recht auf freie Meinungsäußerung) des Internationalen Pakts über bürgerliche und politische Rechte
Am 24. November 2017 stellte der CADHP fest, dass der Staat Ingabires Recht auf freie Meinungsäußerung gemäß Artikel 9 der Afrikanischen Charta und Artikel 19 des Internationalen Pakts über bürgerliche und politische Rechte verletzt hat. Des Weiteren stellte der afrikanische Gerichtshof eine Verletzung von Ingabires Recht auf Verteidigung gemäß Artikel 7 Absatz 1 der Afrikanische Charta der Menschenrechte und Rechte der Völker, sowie die Bedrohung und Einschüchterung eines Zeugen durch Gefängnisbeamte, die Verwendung von Beweisen gegen Ingabire, die durch diese Einschüchterung zustande kamen und der Verteidigung nie gezeigt wurden, und die Schwierigkeiten des Verteidigers bei der Befragung eines Zeugen eine Verletzung des Rechts auf Verteidigung darstellten, fest. Der CADHP forderte die Republik Ruanda auf, alle erforderlichen Maßnahmen zur Wiederherstellung ihrer Rechte zu ergreifen und dem Gerichtshof innerhalb von sechs Monaten einen Bericht über die getroffenen Maßnahmen vorzulegen.
Am 3. Januar 2018 reichte Victoire Ingabire ihren Antrag auf Wiedergutmachung ein und beantragte, das Gericht möge die Verurteilung zu einer Freiheitsstrafe und deren Folgen aufheben und ihr eine vollständige Entschädigung für die Nachteile zusprechen, die ihr, ihrem Ehemann und ihren drei Kindern durch die im Urteil vom 24. November 2017 dargelegten Verletzungen ihrer Rechte entstanden sind. Auch der CADHP forderte, der Klägerin und ihrer Familie einen Schadensersatz innerhalb von sechs Monaten ab dem Datum der Zustellung des Urteils zu zahlen.
Laut der ruandischen Zeitung The New Times machte Präsident Paul Kagame am 14. September 2018 von seinem Gnadenrecht Gebrauch und gewährte Umuhoza sowie über 2000 weiteren Verurteilten, darunter dem Sänger Kizito Mihigo, eine vorzeitige Entlassung. Am 15. September 2018 wurde Ingabire aus dem Mageragere-Gefängnis entlassen.

### Reaktion der RIB
Am 9. März 2019 wurde Anselme Mutuyimana, ein enger Verbündeter von Umuhoza, tot von Strangulation aufgefunden. Noch im September desselben Jahres wurde der ehemalige nationale Koordinator ihrer Partei Syldio Dusabumuremyi erstochen. Zu diesem Zeitpunkt gab die RIB bekannt, dass sie zwei Männer in Gewahrsam hat. Eugène Ndereyimana, ebenfalls Mitglied der FDU-Inkingi, wurde am 15. Juli als vermisst gemeldet, nachdem er nicht zu einem Treffen in Nyagatare in der Ostprovinz Ruandas erschienen war. Auch Boniface Twagirimana, der ehemalige stellvertretende Vorsitzende ihrer Partei, der im Oktober 2018 aus seiner Gefängniszelle im Mpanga-Gefängnis im Süden Ruandas „verschwand“, wurde Stand Dezember 2019 noch vermisst.

### Erneute Verhaftung
Am 19. Juni 2025 wurde Ingabire erneut festgenommen und in Kigali festgehalten. Das Rwanda Investigations Bureau gab einen Zusammenhang zu einem Verfahren gegen neun Beschuldigte an, denen Umsturzversuche vorgeworfen werden. Ingabires internationales Team von Anwälten bezeichneten ihre Verhaftung als „grundlos und politisch motiviert“.

## Veröffentlichungen
Victoire Ingabire veröffentlichte 2017 ihr erstes eigenes Buch mit dem Titel "Between 4 Walls of the 1930 Prison: Memoirs of a Rwandan Prisoner of Conscience" (deutsch: Zwischen 4 Wänden des Gefängnisses 1930: Memoiren einer ruandischen Gefangenen aus Gewissensgründen), in dem sie ihre dreijährige Lebenserfahrung von der Ankündigung ihrer Kandidatur für die Präsidentschaftswahlen bis zu ihrer Inhaftierung im berühmten ruandischen Hochsicherheitsgefängnis "1930" schildert und ihre Begegnung mit dem ruandischen Justizsystem von innen heraus beschreibt.
Des Weiteren ist Umuhoza Autorin zahlreicher Artikel und Veröffentlichungen, in denen sie sich zu wichtigen Fragen des aktuellen Geschehens in ihrem Land und in der Region der Großen Seen äußert. Unter anderem:
- Quelle perspective pour la paix en Afrique centrale, 2001
- La justice internationale face à la crise rwandaise, 2002
- Conflits dans la région des Grands Lacs d’Afrique : Origine et Propositions de Solutions, 2003[53]
- La Réconciliation nationale comme préalable à la Sécurité et à la Paix durables au Rwanda et dans les pays des Grands Lacs de l’Afrique (PDF), 2004
- Les crimes en Afrique centrale : Rwanda: soif de justice (PDF), 2005
- Quelle justice pour les victimes de la tragédie rwandaise?, 2007